# Amtsgericht Kaltenkirchen
Das Amtsgericht Kaltenkirchen war ein von 1867 bis 1871 bestehendes preußisches Gericht der ordentlichen Gerichtsbarkeit mit Sitz in der holsteinischen Stadt Kaltenkirchen.
Nach der im Deutschen Krieg 1866 erfolgten preußischen Annexion des Herzogtums Holstein wurden dort wie auch im Herzogtum Schleswig am 1. September 1867 Rechtspflege und Verwaltung völlig getrennt. Im Zuge dessen wurde ein Amtsgericht zu Kaltenkirchen geschaffen, dessen Sprengel aus der Kirchspielvogtei Kaltenkirchen mit den Gemeinden Götzberg, Henstedt, Hüttblek, Kaltenkirchen, Kampen, Kattendorf, Kisdorf, Lentföhrden, Nützen, Oersdorf, Schmalfeld, Struvenhütten, Ulzburg, Wakendorf II und Winsen, den vorher zum Amt Trittau zählenden Orten Bredenbekshorst, Nahe, Sievershütten und Stuvenborn sowie der vorher zum Amt Tremsbüttel gehörigen Ortschaft Itzstedt gebildet wurde. Die weiteren Instanzen waren der Reihenfolge nach das Kreisgericht Kiel und das Appellationsgericht Kiel.
Am 1. September 1871 wurde das Amtsgericht Kaltenkirchen aufgehoben und sein Bezirk ausschließlich des dem Amtsgericht Bargteheide zugeteilten Ortes Itzstedt dem Amtsgericht Bramstedt zugewiesen.